# Itheum robustum
Itheum robustum är en skalbaggsart som beskrevs av Oke 1932. Itheum robustum ingår i släktet Itheum och familjen långhorningar. Inga underarter finns listade i Catalogue of Life.